# Campitello di Fassa
Campitello di Fassa é uma comuna italiana da região do Trentino-Alto Ádige, província de Trento, com cerca de 732 habitantes. Estende-se por uma área de 25 km², tendo uma densidade populacional de 29 hab/km². Faz divisa com Santa Cristina Valgardena (BZ), Selva di Val Gardena (BZ), Castelrotto (BZ), Canazei, Tires (BZ) e Mazzin.